# Mercenaria
Mercenaria es un género de almejas de la familia de los venéridos.

## Especies
Contiene las siguientes especies:
- Mercenaria campechiensis  (Gmelin, 1791)
- Mercenaria mercenaria  (Linnaeus, 1758)
- Mercenaria stimpsoni  (Gould, 1861)
- Mercenaria texana  (Dall, 1902)

## Especies fósiles

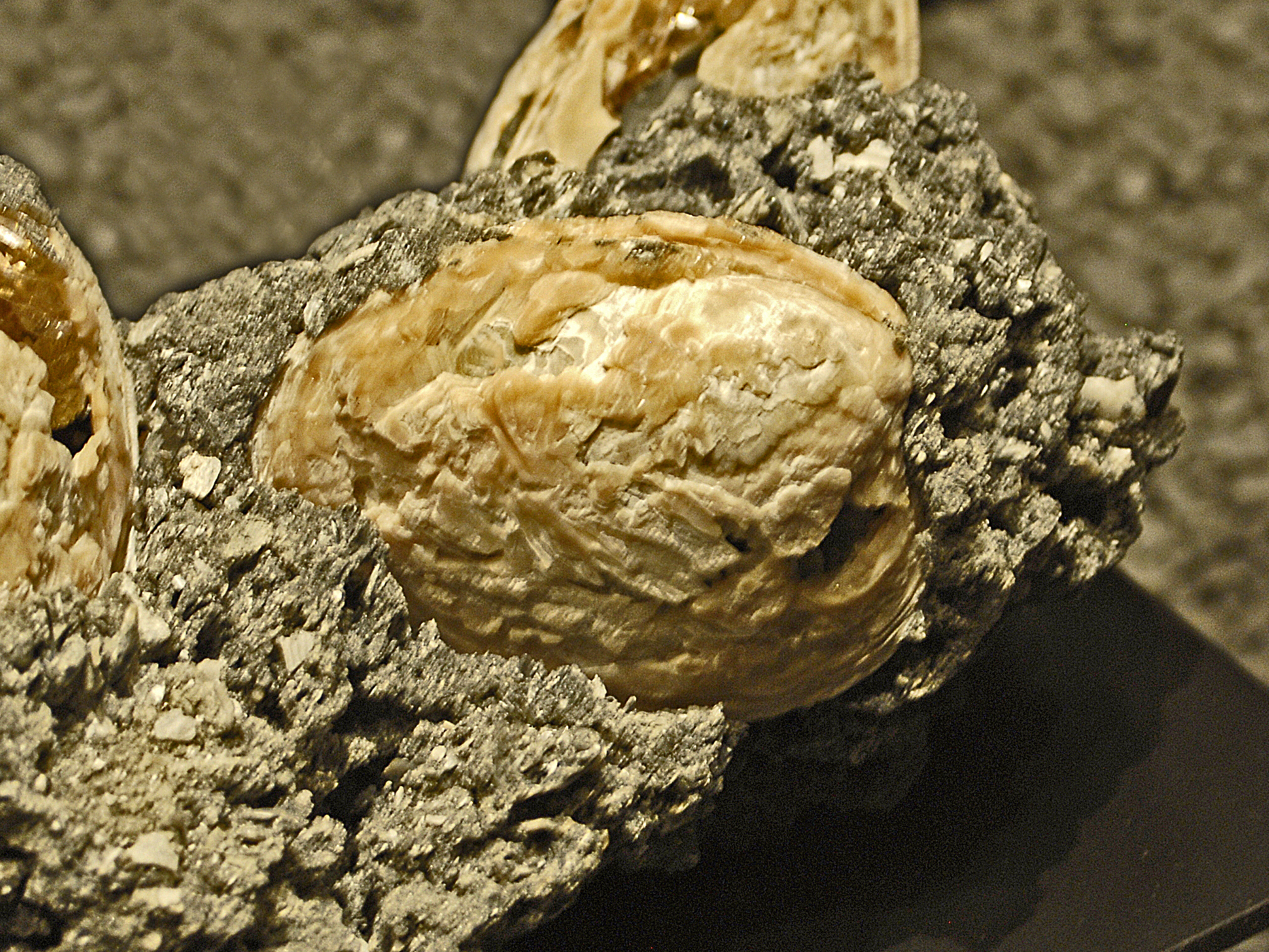
Concha fósil de Mercenaria permagna. Pleistoceno de los Estados Unidos

Algunas otras especies solo se conocen a partir de fósiles. Estos moluscos vivieron del Oligoceno al Cuaternario (de 23,03 a 0,0 Ma). Se han encontrado conchas fósiles en sedimentos de Rusia, Japón, Indonesia, Estados Unidos y Brasil.
- † Mercenaria plena inflata Dall, 1903
- † Mercenaria plena nucea Dall, 1903
- †Mercenaria blakei Ward, 1992
- †Mercenaria campechiensis carolinensis Conrad, 1875
- †Mercenaria campechiensis rileyi Conrad, 1838
- †Mercenaria campechiensis tridacnoides Lamarck, 1818
- †Mercenaria capax Conrad, 1843
- †Mercenaria cuneata Conrad, 1869
- †Mercenaria druidi Ward, 1992
- †Mercenaria ducatelli Conrad, 1838
- †Mercenaria erecta Kellum, 1926
- †Mercenaria gardnerae Kellum, 1926
- †Mercenaria langdoni Dall, 1900
- †Mercenaria nannodes Gardner, 1947
- †Mercenaria permagna Conrad, 1838
- †Mercenaria plena Conrad, 1869
- †Mercenaria prodroma Gardner, 1947
- †Mercenaria tetrica Conrad, 1838